# Antiracotis voeltzkowii
Antiracotis voeltzkowii är en fjärilsart som beskrevs av Arnold Pagenstecher 1903. Antiracotis voeltzkowii ingår i släktet Antiracotis och familjen mätare. Inga underarter finns listade i Catalogue of Life.